# Силла, Умар
Умар Силла (11 сентября 1988, Дакар — 26 января 2015, XII округ Парижа) — франко-сенегальский футболист, полузащитник. В последние годы жизни представлял люксембургский клуб «Ф91 Дюделанж».

## Биография
После нескольких сезонов в любительских французских клубах Умар Силла переехал в Люксембург, где присоединился к одному из лидеров местного футбола, «Ф91 Дюделанж». В дебютном сезоне вместе с партнёрами ему удалось завоевать «золото» Национального дивизиона и стать финалистом кубка Люксембурга.
В июне 2014 года Силла участвовал в обоих квалификационных матчах Лиги чемпионов против болгарского «Лудогорца». Уже после первого поединка в Болгарии он пожаловался представителям медицинской службы клуба на потерю веса. Впоследствии ему был поставлен диагноз «рак печени». Футболист проходил терапию в Нанси и Париже, однако результатов она не дала, и 26 января он скончался.

## Достижения
- Чемпион Люксембурга: 2013/14
- Финалист Кубка Люксембурга: 2013/14